# Gia (песма)
Gia је песма коју је снимила грчка певачица Деспина Ванди. Првобитно је објављен као главни сингл са њеног мулти-платинастог грчког албума из 2001. такође истог имена. Ванди је потписао уговор са Ultra Records-ом за међународно издање нумере, а 2003. ЦД сингл је постао доступан на многим тржиштима, након чега је 2004. поново издат у САД који је укључивао нову верзију на енглеском језику. 
„Gia“ (грчка реч за „здраво“) је најпознатија по мешању арапских бубњева, модерне лаике, ритмова под утицајем евроденса и двојезичних текстова. То је уједно и први денс снимак на страном језику који је на врху листе Hot Dance Airplay, где је достигао прво место 2004.  
„Gia“ је остала на Billboard листама 12 недеља и учинили Ванди једним од шест уметника који су остали највише недеља на топ листама 2004. 
Према грчком „Chart Show” и IFPI, песма је на трећем месту у Топ 30 са најбољим песмама најуспешнијих грчких уметника током 2000–2009. 

## Спот
Оригинални музички спот за песму режирао је Костас Капетанидис, а постављен је у храму са Ванди и четири мушка плесача и са малим дететом. 2003. снимљен је нови спот за грчко-енглеско издање песме, који је такође режирао Капетанидис и сниман је у Мароку.

## Списак песама
- САД 12" винил

1. "Gia" (DJ Gregory Remix)
2. "Gia" (Milk & Sugar Remix)
3. "Gia" (Bass Bumpers Extended Remix)
4. "Gia" (Level K Remix)

- ЦД сингл Грчка и САД

1. "Gia" (Bass Bumpers Radio Edit) – 3:00
2. "Gia" (Original) – 4:09
3. "Gia" (Milk & Sugar Radio Edit) – 3:19
4. "Gia" (DJ Gregory Remix) – 7:59
5. "Everything I Dreamed" – 3:18
6. "Gia" (Video)

- САД ЕП

1. "Gia" (Radio Edit)
2. "Gia" (Milk & Sugar Radio Edit)
3. "Gia" (Original Mix)
4. "Gia" (Extended Mix)
5. "Gia" (Milk & Sugar Remix)
6. "Gia" (DJ Gregory Remix)
7. "Gia" (Level K Remix)

## Топ листе
| Листе (2001–2004)          | Највиша позиција |
| -------------------------- | ---------------- |
| Europe (Eurochart Hot 100) | 56               |
| Greece (IFPI)              | 1                |
| Romania (Romanian Top 100) | 8                |

## Историја издања
| Држава           | Датум изласка              | Формат   |
| ---------------- | -------------------------- | -------- |
| Грчка            | 19. децембар 2001.         |          |
| Разно            | 22. септембра 2003. године |          |
| Сједињене Државе | 27. август 2004.           | ЕП       |
| Сједињене Државе | 21. новембар 2004.         | ЦД сингл |